# Мошанец (Черновицкая область)
Мошане́ц (укр. Мошанець) — село в Кельменецкой поселковой общине Днестровского района Черновицкой области Украины.
До 2020 года входило в Кельменецкий район
Население по переписи 2001 года составляло 1442 человека, по данным 2020 года составляло 1287 человек. Почтовый индекс — 60121. Телефонный код — 3732. Код КОАТУУ — 7322086401.